# 美唄新聞
美唄新聞（びばいしんぶん）、社名：美唄新聞社は、北海道美唄市内で発行していた地方新聞。B4判、通常2ページ、月2回発刊。月額700円。600部発行。

## 歴史
1995年に美唄市内で発行していた美唄新報が廃刊となり、地元のニュースを伝える媒体が引き続き必要と、この状況に危惧した美唄市役所OBが集まり、1996年8月に創刊。輪転機は無く、市内の印刷所で印刷していた。題字背景には、宮島沼のマガンを描いていた。2007年3月、滝川市に本社を置く空知新聞社に吸収され、20日付の新聞をもって廃刊となった。2007年4月、空知新聞社が発行する「プレス空知」の「美唄版」として創刊。題号横の美唄版タイトルの背景にはマガンが描かれており、引き継いでいることを表している。

## 本社・支社
- 本社
  - 北海道美唄市大通西1条南4丁目1-22